# Messier 98
Messier 98 (také M98 nebo NGC 4192) je spirální galaxie v souhvězdí Vlasů Bereniky. Objevil ji Pierre Méchain 15. března 1781. Od Země je vzdálená přibližně 60 milionů ly a je součástí Kupy galaxií v Panně. Galaxie vykazuje modrý posuv a vzhledem ke Slunci se pohybuje rychlostí 120 km/s. Patří mezi nejslabší objekty Messierova katalogu.

## Pozorování

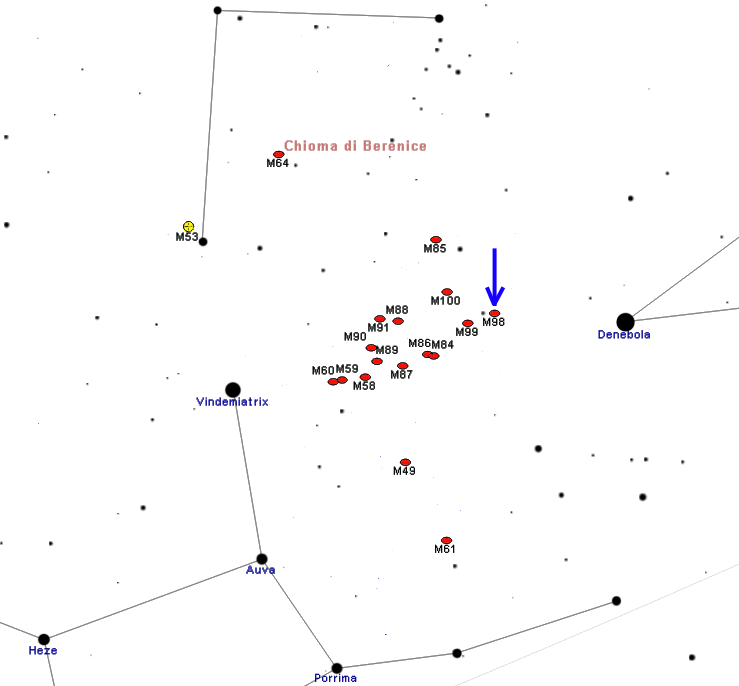
Poloha M 98 v souhvězdí Vlasů Bereniky

M98 se dá na obloze najít v jihozápadním cípu souhvězdí Vlasů Bereniky, 6° východně od hvězdy Denebola (β Leonis) a 30′ západně od hvězdy 5. magnitudy označené 6 Comae Berenices. Galaxie je viditelná až velkými triedry nebo malými hvězdářskými dalekohledy. V dalekohledech o průměru 150 mm vypadá jako skvrna výrazně protažená severo-jižním směrem, která má délku 7′. Jádro galaxie, které je dobře vidět dalekohledem o průměru 200 mm, má čočkovitý tvar, ale aspoň nějaké podrobnosti v jejím disku ukážou až dalekohledy větší než 300 mm, nebo technika odvráceného pohledu.
Galaxii je možné snadno pozorovat z obou zemských polokoulí a ze všech obydlených oblastí Země, protože má pouze mírnou severní deklinaci. Přesto je na severní polokouli lépe pozorovatelná a během jarních nocí tam vychází vysoko na oblohu, zatímco na jižní polokouli v oblastech více vzdálených od rovníku zůstává poněkud níže nad obzorem. Nejvhodnější období pro její pozorování na večerní obloze je od února do srpna.

## Historie pozorování
Galaxii objevil Pierre Méchain 15. března 1781 spolu se sousedními galaxiemi M99 a M100. Charles Messier následně změřil její polohu a 13. dubna 1781 ji přidal do svého katalogu těsně před zveřejněním jeho třetího a zároveň posledního vydání. Popsal ji jako velmi slabou mlhovinu bez hvězd. Messier v této oblasti oblohy objevil mnoho dalších galaxií. O několik let později ji znovu pozoroval William Herschel svým velkým dalekohledem a podrobněji napsal, že je pokrytá tmavými skvrnami a na okraji má několik výběžků. Také Heinrich Louis d'Arrest ji popsal jako velice pěknou mlhovinu.

## Vlastnosti
O této galaxii se dlouhou dobu myslelo, že není členem Kupy galaxií v Panně, a to z důvodu její radiální rychlosti, která ukazuje, že se směrem ke Slunci přibližuje rychlostí 120 km/s. Ovšem výzkum provedený v 80. letech 20. století potvrdil, že do této kupy opravdu patří.
Její zvláštní radiální rychlost pak může být důsledkem pohybu uvnitř hustého prostředí této kupy galaxií.
Hmotnost této galaxie je 170 miliard hmotností Slunce a její průměr je 150 000 světelných let, takže je mnohem větší než galaxie Mléčná dráha. Absolutní magnituda této galaxie je -21,7 a od Země je vzdálená 57,5 milionů světelných let.

### Knihy
- O'MEARA, Stephen James. Deep Sky Companions: The Messier Objects. New York: Cambridge University Press, 1998. Dostupné online. ISBN 0-521-55332-6. (anglicky)

### Mapy hvězdné oblohy
- Toshimi Taki. Taki's 8.5 Magnitude Star Atlas [online]. 2005 [cit. 2018-05-28]. Dostupné v archivu pořízeném dne 2018-11-05. (anglicky) - Atlas hvězdné oblohy volně stažitelný ve formátu PDF.
- TIRION; RAPPAPORT; LOVI. Uranometria 2000.0 - Volume I - The Northern Hemisphere to -6°. Richmond, Virginia, USA: Willmann-Bell, inc., 1987. Dostupné online. ISBN 0-943396-14-X.
- TIRION; SINNOTT. Sky Atlas 2000.0. 2. vyd. Cambridge, USA: Cambridge University Press, 1998. ISBN 0-933346-90-5.
- TIRION. The Cambridge Star Atlas 2000.0. 3. vyd. Cambridge, USA: Cambridge University Press, 2001. Dostupné online. ISBN 0-521-80084-6.